# Insula Crăciunului
Teritoriul Insulei Crăciunului (engleză Territory of Christmas Island) sau Insula Crăciunului este un mic teritoriu, fără guvernare proprie, aparținând de Australia, aflat în Oceanul Indian, la 2.360 km Nord-Vest de Perth în Australia de Vest și 500 km la Sud de Jakarta, Indonezia.
Are o topografie naturală unică ce a stârnit interesul oamenilor de știință și naturaliștilor datorită numărului de specii de floră și faună endemică care a evoluat în izolare și neperturbate de locuitorii umani.

## Istoria

### Descoperire
Navigatorii britanici și olandezi au inclus pentru prima dată insula pe itinerariile lor în secolul al XVII-lea. Căpitanul William Mynors (britanic), care era comandantul unei nave a Companiei Britanice a Indiilor de Est a numit insula atunci când a navigat în ziua de Crăciun în 1643. O hartă de Pieter Goos, publicată în 1666, a fost prima care a inclus insula. Goos a etichetat insula cu denumirea de "Mony"; mulți nu sunt siguri ce înseamnă acest lucru.

## Geografia

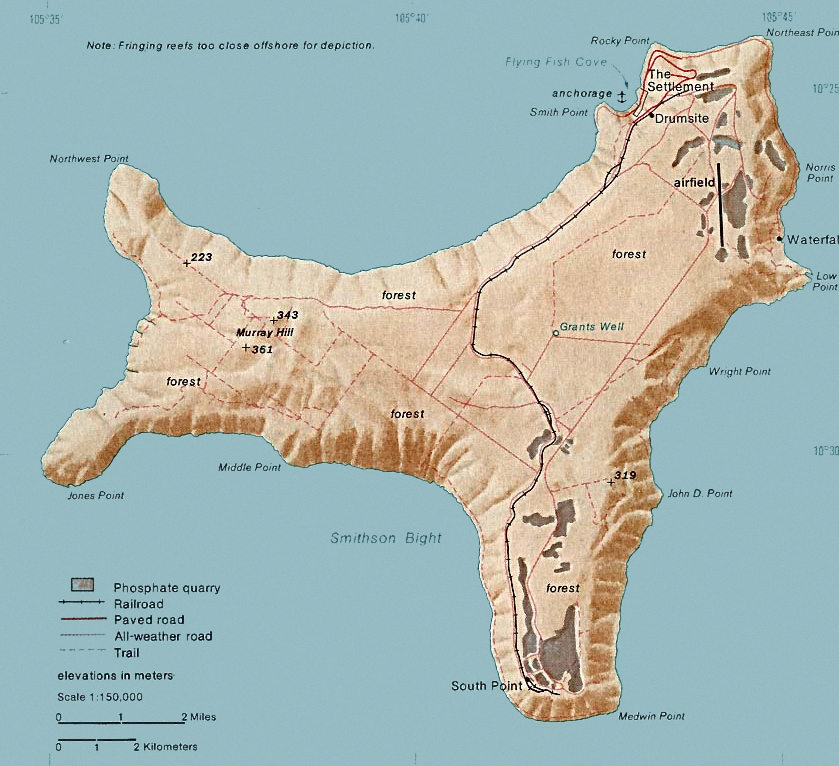
Insula Crăciunului

Insula este un patrulater cu laturile scobite, are circa 19 kilometri în cea mai mare lungime și 14.5 km în lățimea extremă. Suprafața totală de teren este de 135 km ², cu 138.9 km de coastă. Insula este piscul plat al unui munte submarin care are mai mult de 4.500 de metri, adâncimea platformei de pe care se ridică fiind de aproximativ 4200 m, iar înălțimea deasupra mării, fiind de 300 m. Muntele a fost inițial un vulcan, iar unele roci de bazalt sunt expuse în unele locuri, dar cele mai multe roci suprafață sunt formate din calcar care s-a acumulat din creșterea coralilor timp de milioane de ani. "Vârful acestui munte este format dintr-o succesiune de calcare terțiare cu vârsta cuprinsă între Eocen (sau Oligocen) până la recentele depozite de recif, cu intercalații în paturile vechi de roci vulcanice". Stânci abrupte de-a lungul celei mai mare parți din coastă dau naștere brusc la un platou central. Altitudinea variază de la nivelul mării la 361 m, la Dealul Murray. Insula este acoperită în principal de pădurea tropicală, din care 63% este Parcul Național.
Insula Crăciunului este atolul cu cea mai mare suprafață de uscat.

## Clima
Climatul este tropical, cu căldură și umiditate moderată de vânturi.

## Demografia
Începând cu anul 2006, populația estimată este 1493. (Biroul Australian de Statistică raporta o populație de 1508 la Recensământul din 2001). Compoziția etnică este de 70% chinezi, 20% europeni și 10% malaezieni. Religiile practicate pe Insula Crăciunului includ budismul 67%, 11% creștinism, 10% islam si altele 2%. Limba engleză este limba oficială, dar limbile chineză și malaeză sunt de asemenea vorbite.

## Alte lecturi
- Jan Adams and Marg Neale, 1993, Christmas Island – The Early Years – 1888–1958. Published by Bruce Neale. 96 pages including many b&w photographs. ISBN 0-646-14894-X
- Dr Gerald R. Allen and Roger C. Steene, 1998, Fishes of Christmas Island. Published by the Christmas Island Natural History Association. 197 pages including many photographs and plates. ISBN 0-9591210-1-3. [Note: A second, revised, edition was published 2007 with a third author included, Max Orchard. ISBN 978-0-9591210-8-7]
- Anonymous, 1984, Christmas Island, Indian Ocean – a Unique Island. Published by a committee of present and former employees of the phosphate mining company. 60 pages including colour photographs.
- D. Bosman (Editor), 1993, Christmas Island Police – 1958–1983. Published by editor. 112 pages including many photographs.
- Cyril Ayris, 1993, Tai Ko Seng – Gordon Bennett of Christmas Island. Published by the Gordon Bennett Educational Foundation. 263 pages including photographs. ISBN 0-646-15483-4
- CIA World Factbook 2002
- Charles. W. Andrews, A Description of Christmas Island (Indian Ocean). Geographical Journal, 13(1), 17–35 (1899).
- Charles W. Andrews, A Monograph of Christmas Island, London,1900.
- H.S. Gray, 1981, Christmas Island Naturally. Published by author. 133 pages including many colour photographs. ISBN 0-9594105-0-3
- John Hicks, Holger Rumpff and Hugh Yorkston, 1984, Christmas Crabs. Published by the Christmas Island Natural History Association. 76 pages including colour photographs. ISBN 0-9591210-0-5
- National Library of Australia, The Indian Ocean: a select bibliography. 1979 ISBN 0-642-99150-2
- Margaret Neale, 1988, We were the Christmas Islanders. Published by Bruce Neale. 207 pages including many b&w photographs. ISBN 0-7316-4158-2/0-7316-4157-4.
- W. J. L. Wharton, Account of Christmas Island, Indian Ocean. Proceedings of the Royal Geographical Society and Monthly Record of Geography, 10 (10), 613–624 (1888).
- Les Waters, 1983, The Union of Christmas Island Workers. Published by Allen & Unwin (1992 edition), St Leonards, NSW. 170 pages including b&w photographs.